# Ϥ
Cette page contient des caractères spéciaux ou non latins. S’ils s’affichent mal (▯, ?, etc.), consultez la page d’aide Unicode.
Ϥ (minuscule : ϥ), appelé faï, est une lettre de l’alphabet copte utilisée dans l’écriture du copte.

## Représentations informatiques
Le faï peut être représenté à l’aide des caractères Unicode (Grec et copte) suivants :
| lettres   | représentations | chaînes de caractères | points de code | descriptions               |
| --------- | --------------- | --------------------- | -------------- | -------------------------- |
| majuscule | Ϥ               | Ϥ                     | U+03E4         | lettre majuscule copte faï |
| minuscule | ϥ               | ϥ                     | U+03E5         | lettre minuscule copte faï |